# Kanton Novion-Porcien
Kanton Novion-Porcien (fr. Canton de Novion-Porcien) byl francouzský kanton v departementu Ardensko v regionu Champagne-Ardenne. Skládal se z 23 obcí. Zrušen byl po reformě kantonů 2014.

## Obce kantonu
- Auboncourt-Vauzelles
- Chesnois-Auboncourt
- Corny-Machéroménil
- Faissault
- Faux
- Grandchamp
- Hagnicourt
- Justine-Herbigny
- Lucquy
- Mesmont
- La Neuville-lès-Wasigny
- Neuvizy
- Novion-Porcien
- Puiseux
- Saulces-Monclin
- Sery
- Sorcy-Bauthémont
- Vaux-Montreuil
- Viel-Saint-Remy
- Villers-le-Tourneur
- Wagnon
- Wasigny
- Wignicourt